# Fronteiras Sul na América Latina
As fronteiras sul da América Latina são as fronteiras nacionais que limitam estados membros dos países como: Brasil, Argentina, Uruguai e Paraguai.Sobre as fronteiras, localizam-se na região sul brasileira, estando presente nos estados do Paraná, Santa Catarina e Rio Grande do Sul, contabilizando 10 municípios e 3 estados. Ao todo, são 3 694 km de extensão, percorridos por rios, canais, lagoas e linhas convencionais.

## História

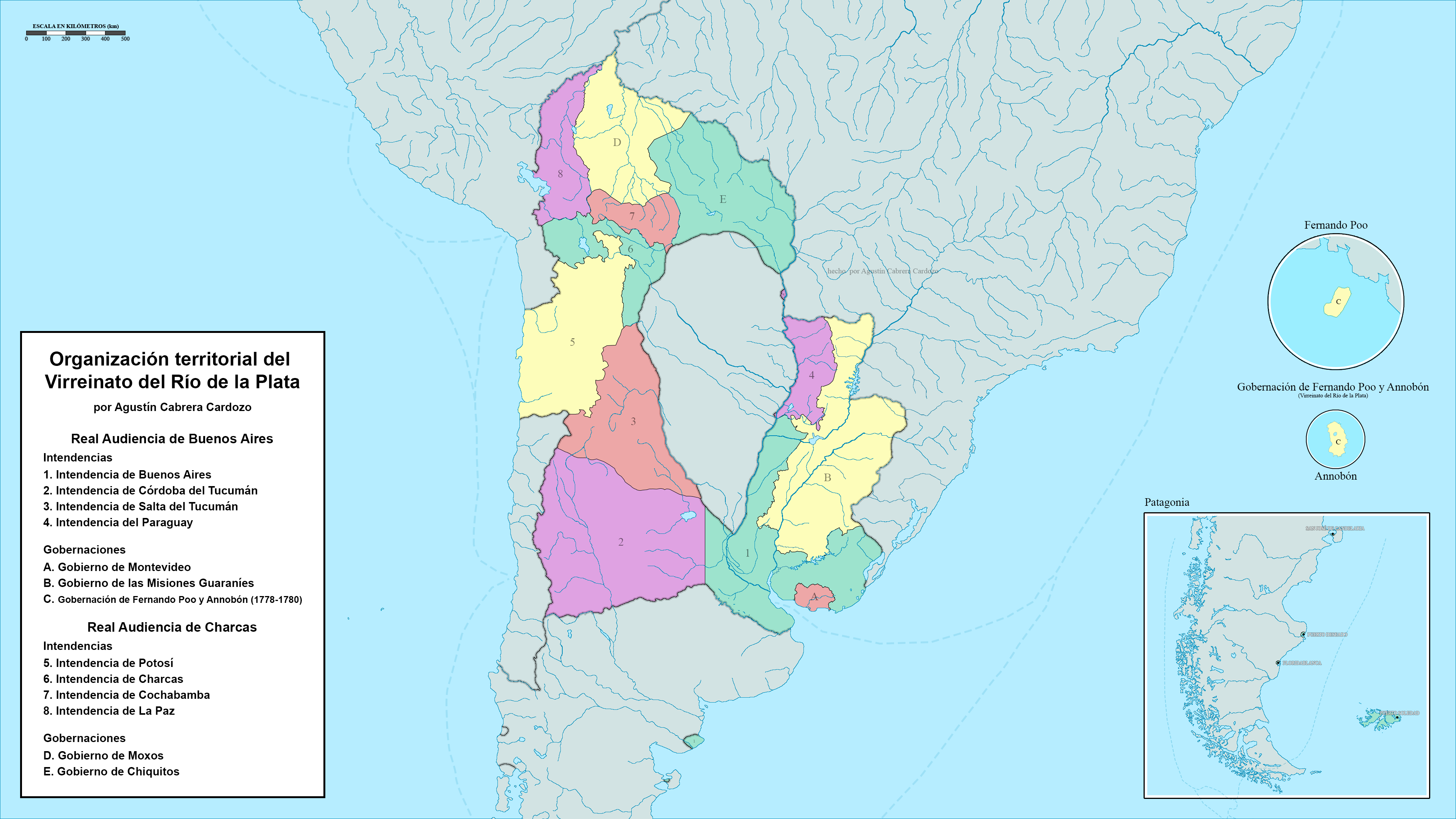
Imagem retrata como era subdivida as regiões fronteiriças do sul em 1800, que pertenciam aos países do Uruguai, Paraguai, Argentina e Brasil.

A formação sócio-espacial da fronteira sul do século XVIII foi marcada por mudanças históricas e territoriais influenciadas pelo Tratado de Madri (1750). O conceito de “formação sócio-espacial”, criado pelo geógrafo brasileiro Milton Santos e tem como objetivo analisar as dinâmicas entre sociedade e espaço em um contexto geográfico ou histórico. Esse conceito surge da forma como o território é organizado, sendo construído por processos sociais, econômicos e políticos.
Tal formação é caracterizada por três eventos principais: o conflito político e territorial entre os impérios coloniais, disputadas por Portugal e Espanha, que resultou no Tratado de Utrecht e posteriormente no Tratado de Madri, marcando um impacto significativo na organização territorial.
As missões jesuíticas, que representaram um processo social de interação com as populações indígenas, inicialmente com a catequização, mas que, após o Tratado de Madri, levou ao deslocamento forçado dos indígenas e às Guerras Guaraníticas e por fim, a expansão da pecuária e do tropeirismo, com a pecuária sendo a principal atividade econômica no sul do Brasil, especialmente nas áreas ideais para criação de gado. O tropeirismo, que envolvia pequenos comerciantes responsáveis pelo transporte e venda de animais e produtos, foi fundamental para a regionalização do Brasil colonial e imperial, conectando áreas antes isoladas por meio das trilhas abertas pelos tropeiros.
Essas formações sócio-espaciais foram resultados de processos complexos, envolvendo aspectos econômicos, disputas de poder e territorialidade.

## Formação das fronteiras

### Século XVI
- Os conflitos e disputas fronteiriços no atual território pertencente ao Rio Grande do Sul, possui um grande retrospecto de disputa desde o século XVI, quando ainda não se entendia esses espaços como "Estados", mas sim como Capitanias Hereditarias.[5]
- O acirramento entre os impérios português e espanhol se intensificaram na busca por soberania e legitimação territorial em regiões próximas ao Rio da Prata e ocorriam especialmente nas fronteiras do Brasil meridional (Paraná, Santa Catarina e Rio Grande do Sul). Além dessa disputa imperialista entre os países europeus, Império do Brasil, Estado Oriental do Uruguai e a República Riograndense [6] também mantinham relações acidas perante a esse contexto de separação territorial e politico, fazendo com que as populações indígenas e escravas que habitavam naquela região, sofressem com essa instabilidade entre as províncias.[7]

### Século XVIII
- Com o tenso cenário nas colônias no Século XVIII, o contexto de guerras foi se engrandecendo a cada dia, fazendo com que a Colônia do Sacramento e o norte do Rio da Prata fossem os centros das disputas entre os países.[7] A partir de 1775, portugueses e espanhóis reforçavam suas tropas na espera de uma grande batalha, porém, tal estratégia acabou sendo falha, muitos militares acabavam se desertando e explanando informações valiosas, impactando diretamente na eficácia das tropas militares nas disputas territoriais e no planejamento de guerra das coroas portuguesa e espanhola.[8]
- Em meio ao panorama de guerras entre as colônias, foram propostos tratados internacionais que buscavam a estabilidade fronteiriças entre Brasil e Uruguai, estabelecendo uma divisão territorial entre os impérios.[7]
- O Tratado de Madri, buscava definir as fronteiras de acordo com a Bacia do Prata, já o Tratado de Santo Ildefonso, ficou responsável por direcionar limites territoriais nas fronteiras, mas que inicialmente contou com bastante resistência por parte dos povos originários,  escravizados e populações habitantes daquela região. Em suma, faltava um tratado em definitivo, as fronteiras ainda enfrentavam situações de disputas diplomáticas não resolvidos, fazendo com que conflitos armados se tornassem ainda mais comuns entre os povos daquela região.[7]

### Século XIX
- Em meio as mudanças politicas que impactaram a diplomacia dos povos escravizados e indígenas, podemos citar a Independência do Uruguai (1828) e a Abolição da Escravatura pelo governo de Montevidéu (1842). Muito desses povos se localizavam em regiões que pertenciam geograficamente ao Brasil e ao mesmo tempo ao Uruguai, com isso, eles utilizavam desse imbróglio para fugirem do território brasileiro e consequentemente se tornarem "independentes" em terras uruguaias, também ocorreram casos que os negros livres orientais eram roubados e levados para a fronteira sul do Brasil e eram novamente submetidos à re-escravização contra suas vontades. Outro fator ocorrido no território uruguaio foi a utilização desses povos nas forças armadas do Uruguai em apoio às guerras ocorridas naquela época.[9]
- Por fim, o processo de disputas  que buscava a soberania entre o Império Português, Império Espanhol, Império do Brasil, Estado Oriental do Uruguai e República Rio-grandense, acabou gerando uma instabilidade politica e diplomática nas antigas províncias do Rio da Prata, negros escravizados e ex-escravizados[9], populações indígenas e populações locais daquela região, foram os principais afetados nesse fato histórico, ambas sofreram perdas materiais, pessoais e territoriais, submetidas a um processo que estava mais ligado aos interesses das coroas portuguesa e espanhola do que necessariamente ao bem estar desse povos que eram oriundos e subsistiam naquela região. [8]

| Tratados e Guerras que envolveram o Brasil Meridional | Tratados e Guerras que envolveram o Brasil Meridional |
| ----------------------------------------------------- | ----------------------------------------------------- |
| Data                                                  | Acontecimento                                         |
| Se iniciou em 1494                                    | Tratado de Tordesilhas                                |
| Se iniciou em 13 de Janeiro de 1750                   | Tratado de Madri                                      |
| Se inicou em 1 de outubro de 1777                     | Tratado de Santo Ildefonso                            |
| De 1753 a 1756                                        | Guerra Guaranítica                                    |
| De 20 de maio e 6 de junho de 1801                    | Guerra das Laranjas                                   |
| De 1825 a 1828                                        | Guerra das Cisplatina                                 |
| De 1839 a 1851                                        | Guerra Grande                                         |
| De dezembro de 1864 a março de 1870                   | Guerra do Paraguai                                    |